# Starý židovský hřbitov ve Švihově
Starý židovský hřbitov ve Švihově leží ve východní části města za silnicí I/27 Plzeň – Klatovy, v ulici Za Vodou před železničním viaduktem trati č. 183. Je situován v mírném svahu podél silnice vedoucí k nedalekému hřbitovu křesťanskému. Je chráněn jako kulturní památka České republiky.

## Historie
Švihovský Starý židovský hřbitov byl založen roku 1644 a naposledy rozšířen v roce 1828. V areálu o rozloze 1381 m2 se nachází asi 140 náhrobků, jež představují velmi cenný soubor náhrobních kamenů renesančního, barokního a klasicistního typu. Nejstarší čitelné náhrobky pocházejí z doby založení hřbitova, nejmladší kámen je z posledního pohřbu v roce 1913. Po roce 1940 byla zbourána vstupní márnice na jihozápadě areálu. Hřbitov vlastní a stará se o něj Federace židovských obcí. Kolem roku 2012 byla Židovskou obcí v Praze prostřednictvím společnosti Matana provedena renovace, při které byly povalené náhrobky opět vztyčeny, dále byly vyčištěny od břečťanu, byla opravena hradba, vykáceny stromy a vyřezány křoviska.
Židovská komunita ve Švihově, která se datuje z doby před rokem 1570, přestala existovat podle zákona z roku 1890. Do okupace se o hřbitov starala židovská obec v Klatovech.

## Galerie

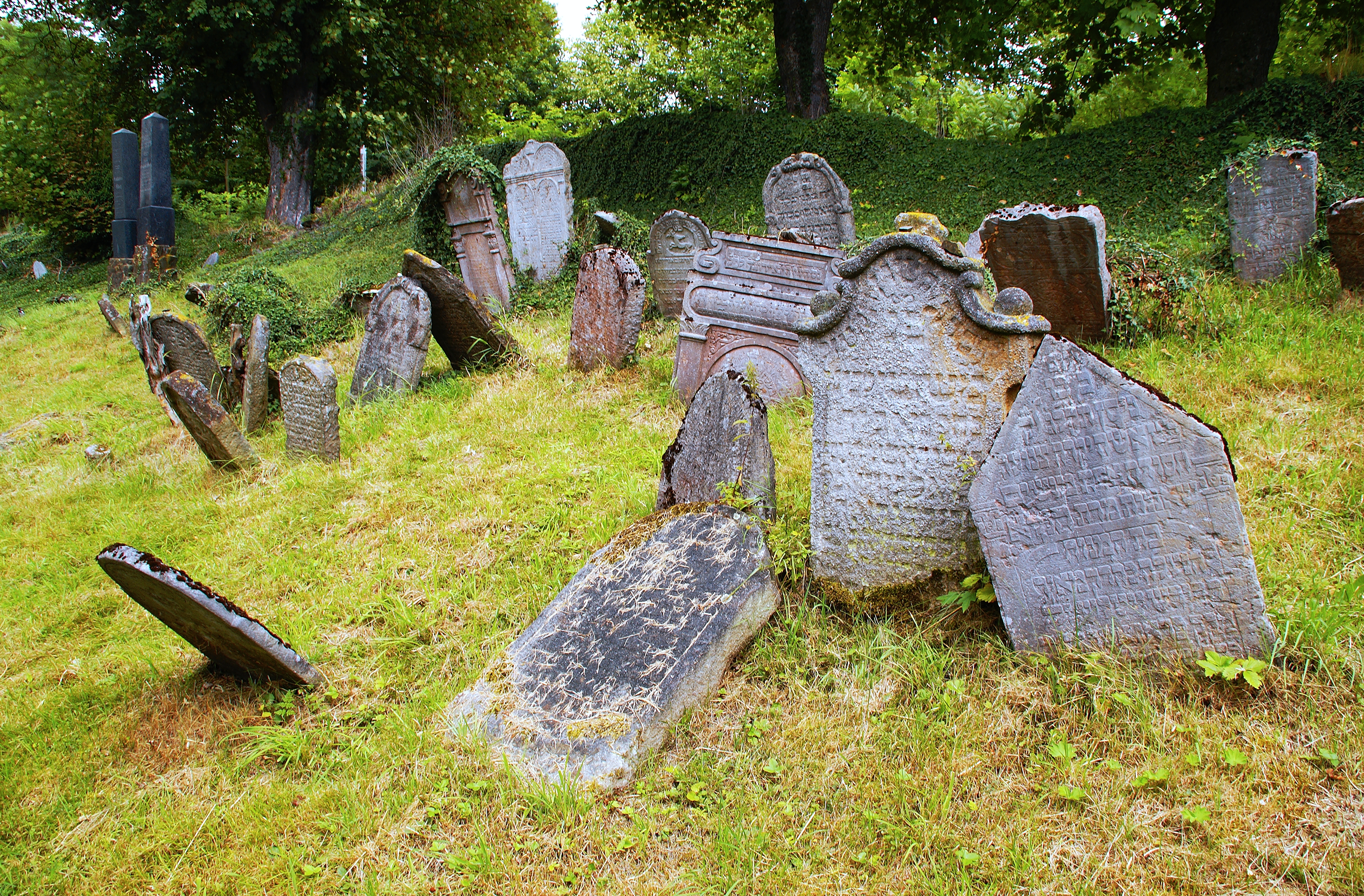
Hřbitov před renovací
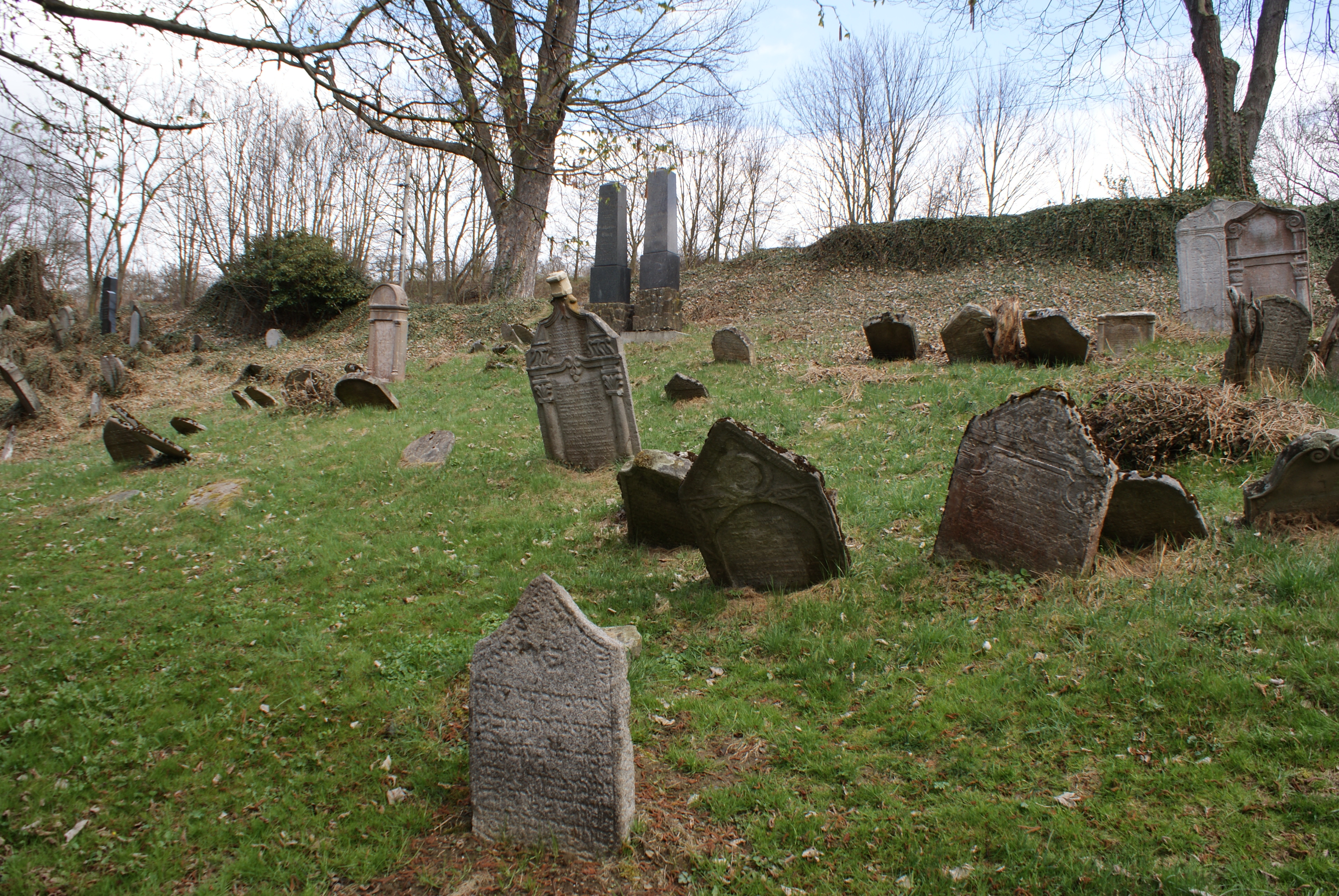
Hřbitov před renovací
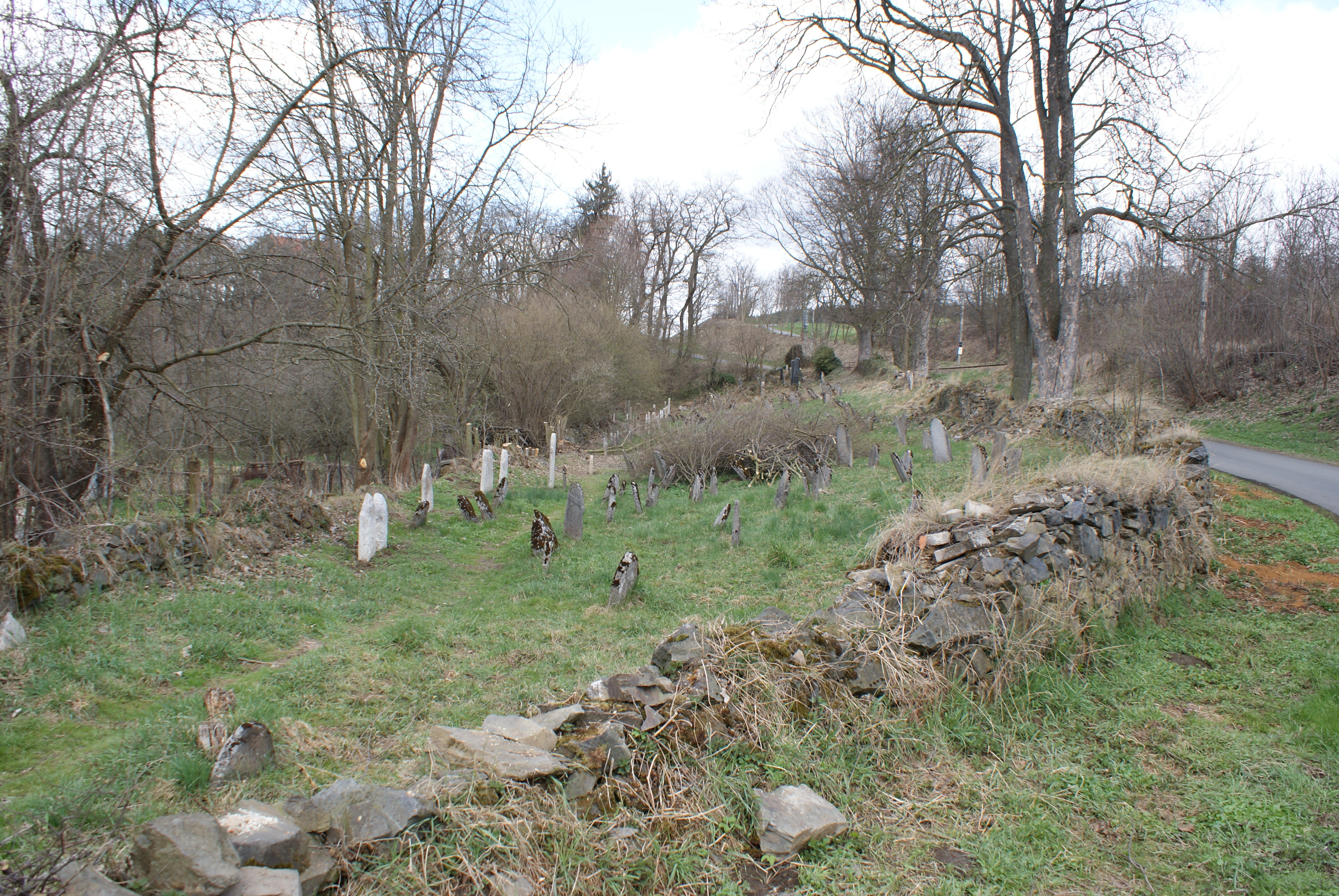
Hřbitov v průběhu renovace
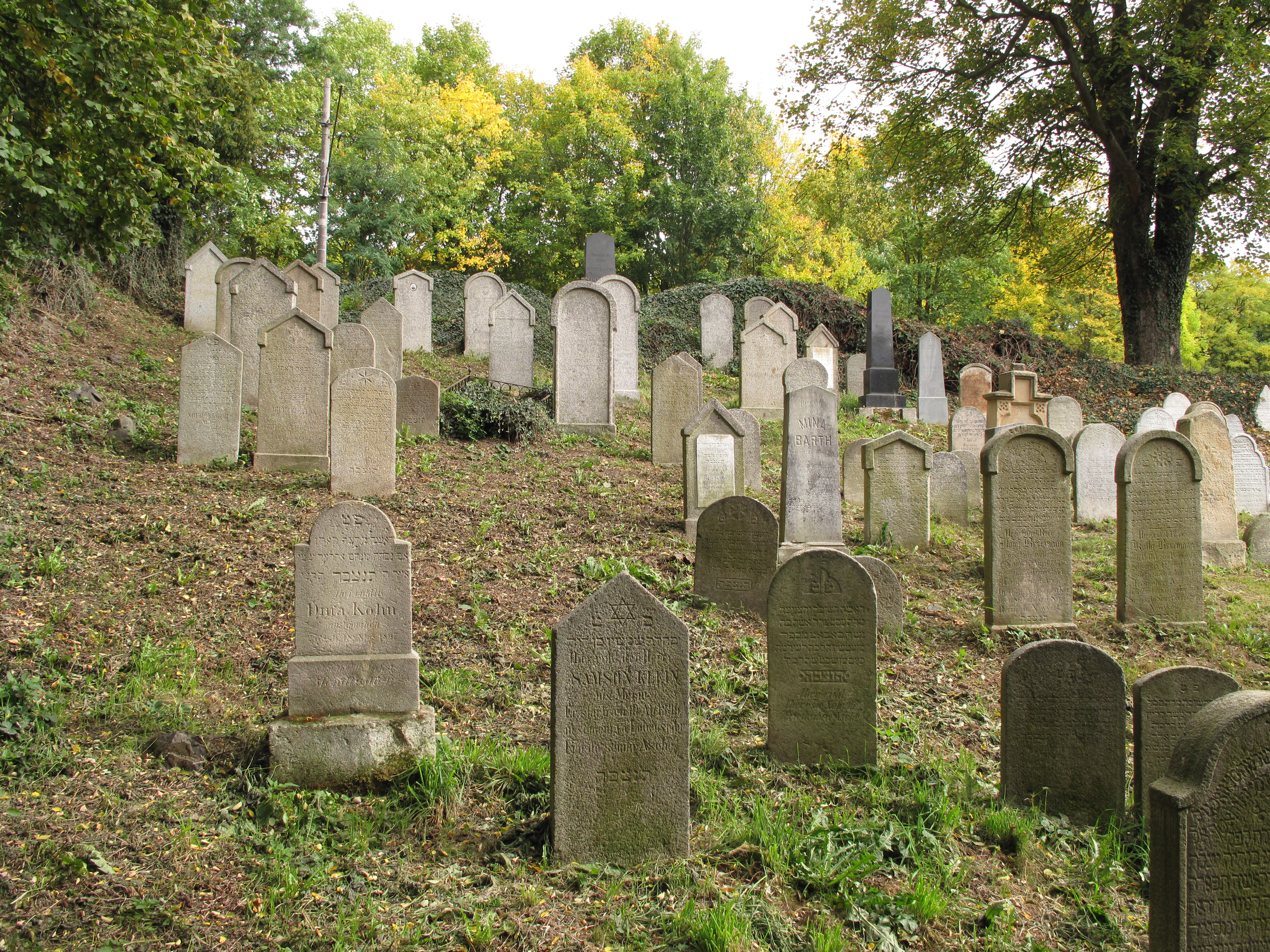
Hřbitov po renovaci
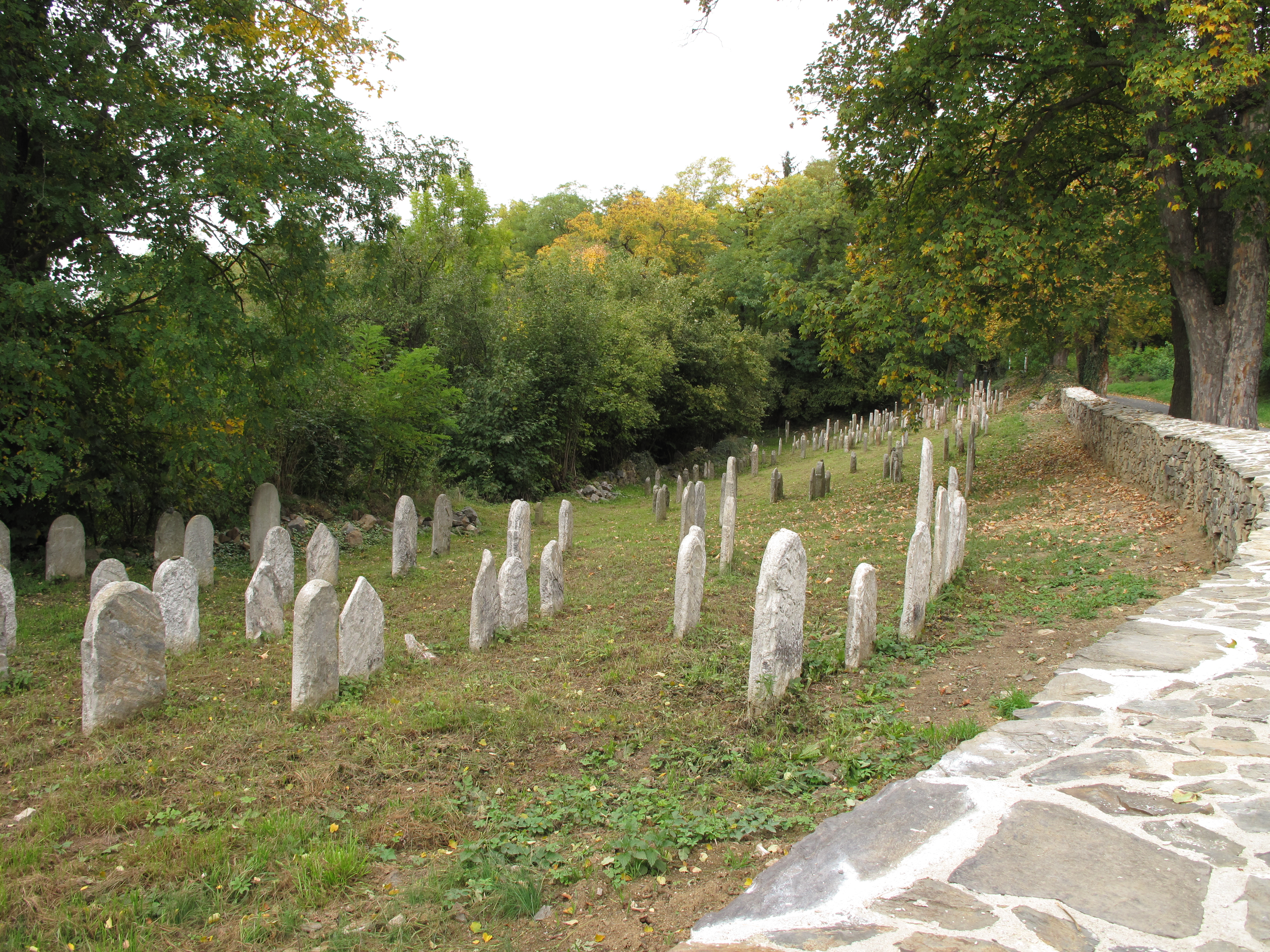
Hřbitov po renovaci